# Automeris masti
Automeris masti är en fjärilsart som beskrevs av Lemaire 1972. Automeris masti ingår i släktet Automeris och familjen påfågelsspinnare. Inga underarter finns listade i Catalogue of Life.